# Кулойского Совхоза
Кулойского Совхоза — посёлок в Вельском районе Архангельской области. Входит в состав Кулойского городского поселения.

## География
Посёлок расположен в южной части области на расстоянии примерно в 28 километрах по прямой к востоку от районного центра Вельска на автодороге Вельск — Октябрьский, на правом берегу реки Большая Сельменьга (приток Кулоя).
Часовой пояс
Посёлок Кулойского Совхоза как и вся Архангельская область, находится в часовой зоне МСК (московское время). Смещение применяемого времени относительно UTC составляет +3:00.

## Население
| 2002 | 2010 | 2012 | 2014 | 2016 | 2017 | 2018 | 2019 | 2020 |
| ---- | ---- | ---- | ---- | ---- | ---- | ---- | ---- | ---- |
| 98   | ↘44  | ↘31  | ↘23  | ↘22  | ↘18  | ↘14  | ↗18  | ↗19  |
| 2021 | 2023 |      |      |      |      |      |      |      |
| ↗26  | ↗31  |      |      |      |      |      |      |      |

Национальный состав
Согласно результатам переписи 2002 года, в национальной структуре населения русские составляли 94 % из 97 чел..